# Steve Harley & Cockney Rebel
Steve Harley & Cockney Rebel, někdy též jen Cockney Rebel byla anglická hudební skupina, založená v roce 1972 v Londýně, hlavním městě Anglie. Frontmanem skupiny byl Steve Harley. Hudba skupiny sahá od popu, přes glam rock až po art rock. Později se nejvíce v hudebním světě prosadili členové Jim Cregan, který hrál později se skupinou Family nebo s Rodem Stewartem; Stuart Elliott, který později hrál s Paulem McCartneyem; Duncan Mackay, který později spolupracoval se skupinou 10cc a Steve Harley, ten měl později úspěšnou sólovou kariéru.

## Diskografie

### jako Cockney Rebel
- 1973: The Human Menagerie
- 1974: The Psychomodo

### jako Steve Harley & Cockney Rebel
- 1975: The Best Years of Our Lives
- 1976: Timeless Flight
- 1976: Love's a Prima Donna
- 1977: Face to Face: A Live Recording
- 2005: The Quality of Mercy